# Qulubəyli
Qulubəyli è un comune dell'Azerbaigian situato nel distretto di İmişli. Conta una popolazione di 1.463 abitanti.